# Olivenit
Olivenit je zásaditý arseničnan měďnatý, Cu2(AsO4)(OH). Nazván je podle barvy minerálu. Vyskytuje se v oxidačních zónách ložisek sulfidů mědi, jako produkt oxidace Cu-sulfidů za přítomnosti arsenopyritu a dalších minerálů. Může tvořit jehlicovité, prizmatické nebo tabulkovité krystaly, celistvé, kulovité agregáty, ale může být i kusový. Barvy je olivově až temně zelené.

## Charakteristika
Olivenit vytváří prizmatické, jehlicovité nebo tabulkovité krystaly. Může však tvořit i kulovité nebo destičkovité agregáty, může být i kusový. Býva olivově zelený, hnědý, nažloutlý, šedý nebo bílý; vryp má olivově zelený. Je to průsvitný až neprůhledný minerál se skelným až hedvábným leskem.

## Výskyt

### Česká republika
V Česku se vyskytuje na lokalitách Běloves u Náchoda, v Horním Slavkově, Jáchymově, Moldavě, Krupce, Borovci.

### Slovensko
Ľubietová, Farbište, Novoveská Huta a další.
V zahraničí byl původně určen v Cornwallu v Anglii; dalšími lokalitami jsou např. Tsumeb (Namibie), Tintic (Utah), Majuba Hill (Nevada), Collahuasi (Chile).

## Vznik
Vzniká v oxidačních zónách ložisek sulfidů mědi. Vyskytuje se zde společně s malachitem, azuritem, kalcitem a dalšími minerály.